# 高峰和宏
高峰 和宏（たかみね かずひろ、1951年8月2日 - ）は、日本の技術者、実業家。鳥越製粉株式会社代表取締役社長を経て、同社取締役副会長。

## 人物・経歴
熊本県出身。1976年九州大学農学部卒業、鳥越製粉入社。1998年鳥越製粉研究開発第二部長。2002年鳥越製粉取締役研究開発部長。2004年鳥越製粉執行役員研究開発部付部長。2006年鳥越製粉常務執行役員。2011年鳥越製粉取締役常務執行役員。2012年から鳥越製粉代表取締役社長執行役員を務め、麩等新分野の拡大や、アベノミクスへの対応を進めた。2016年鳥越製粉取締役副会長。